# 567490 Bankyvilma
567490 Bankyvilma este o planetă minoră (asteroid) din centura de asteroizi. A fost descoperită pe 25 octombrie 2012 la Piszkéstetői Obszervatórium⁠(d) de . 
Obiectul prezintă o orbită caracterizată de o semiaxă mare de 3,0351350547818 UAi, o excentricitate de 0,17673816074313, o înclinație de 11,058165625459 ° în raport cu ecliptica.